# Boliden
Boliden – miejscowość (tätort) w północnej Szwecji, w regionie administracyjnym (län) Västerbotten, w gminie Skellefteå. Leży nad rzeką Skellefte.
Według danych Szwedzkiego Urzędu Statystycznego liczba ludności wyniosła: 1661 (31 grudnia 2015), 1639 (31 grudnia 2018) i 1659 (31 grudnia 2019).
Została założona w 1925 roku po odkryciu złóż złota. Miejscowość dała nazwę kopalni kruszców i przedsiębiorstwu górniczemu (obecnie pod nazwą New Boliden). W obecnie nieczynnej kopalni wydobywano rudy miedzi, niklu, cynku, ołowiu, arsenu, a także srebra i złota.